# Ḩowẕ Kotī
Ḩowẕ Kotī (persiska: حوض كتی) är en ort i Iran.   Den ligger i provinsen Mazandaran, i den norra delen av landet, 100 km norr om huvudstaden Teheran. Antalet invånare är 751.
Terrängen runt Ḩowẕ Kotī är varierad. Runt Ḩowẕ Kotī är det ganska tätbefolkat, med 80 invånare per kvadratkilometer. Närmaste större samhälle är Nowshahr, 18,3 km väster om Ḩowẕ Kotī. I omgivningarna runt Ḩowẕ Kotī växer i huvudsak blandskog.